# Lygdamis ehlersi
Lygdamis ehlersi är en ringmaskart som först beskrevs av Maurice Caullery 1913.  Lygdamis ehlersi ingår i släktet Lygdamis och familjen Sabellariidae. Inga underarter finns listade i Catalogue of Life.